# Pelouses et bois neutrocalcicoles des cuestas du Boulonnais et du Pays de Licques et forêt de Guines
Pelouses et bois neutrocalcicoles des cuestas du Boulonnais et du Pays de Licques et forêt de Guines este o arie protejată (sit de importanță comunitară — SCI) din Franța întinsă pe o suprafață de 661 ha, integral pe uscat.

## Localizare
Centrul sitului Pelouses et bois neutrocalcicoles des cuestas du Boulonnais et du Pays de Licques et forêt de Guines este situat la coordonatele 50°44′15″N 1°53′00″E / 50.7375°N 1.88333°E.

## Înființare
Situl Pelouses et bois neutrocalcicoles des cuestas du Boulonnais et du Pays de Licques et forêt de Guines a fost declarat arie specială de conservare în baza directivei 92/43 din 1992 referitoare la conservarea habitatelor naturale și a faunei și florei sălbatice pentru a proteja 5 specii de animale.

## Biodiversitate
Situată în ecoregiunea atlantică, aria protejată conține 5 habitate naturale: Fânețe de joasă altitudine (Alopecurus pratensis, Sanguisorba officinalis), Pajiști uscate seminaturale și facies de acoperire cu tufișuri pe substraturi calcaroase (Festuco-Brometalia) (* situri importante pentru orhidee), Formațiuni de Juniperus communis pe lande sau pajiști calcaroase, Păduri de fag Asperulo-Fagetum, Peșteri inaccesibile publicului.
La baza desemnării sitului se află mai multe specii protejate:
- mamifere (4): liliac de iaz (Myotis dasycneme), liliac cărămiziu (Myotis emarginatus), liliac comun (Myotis myotis), liliacul mare cu potcoavă (Rhinolophus ferrumequinum)
- nevertebrate (1): fluturele auriu (Euphydryas aurinia)

Pe lângă speciile protejate, pe teritoriul sitului au mai fost identificate 33 de specii de plante, 5 specii de mamifere, 1 specie de reptile.